# Atacama Large Millimeter Array
Atakamská velká milimetrová anténní soustava (anglicky Atacama Large Millimeter Array, někdy také přesněji Atacama Large Millimeter/sub-millimeter Array, zkratkou ALMA) je soustava 66 radioteleskopů vystavěných na plošině Chajnantor v severním Chile ve výšce 5040 m n. m. Je určena k výzkumu jak nejvzdálenějšího vesmíru, tak i našeho Slunce.
Jde o největší astronomický přístroj začátku 21. století, který vznikl partnerstvím Evropy (Evropská jižní observatoř – ESO), Severní Ameriky (National Radio Astronomy Observatory – NRAO) a východní Asie (především Japonsko: National Astronomical Observatory of Japan – NAOJ) ve spolupráci s Chile. V principu se jedná o interferometr sestávající ze 66 radioteleskopů o průměru 12 a 7 metrů schopných pozorovat vesmír na milimetrových a submilimetrových vlnových délkách. S rozpočtem 1,5 miliardy amerických dolarů jde o nejambicióznější pozemský astronomický přístroj 10. let 21. století. ALMA začala provádět vědecká pozorování v druhé polovině roku 2011 a slavnostně byl provoz spuštěn 13. března 2013.
ALMA je hlavní součástí Observatoře Chajnantor. Další je APEX (Atacama Pathfinder Experiment), samostatně pracující radioteleskop o stejném průměru, a Atacama Cosmology Telescope (ACT) sloužící k sledování reliktního záření.

## Charakteristika

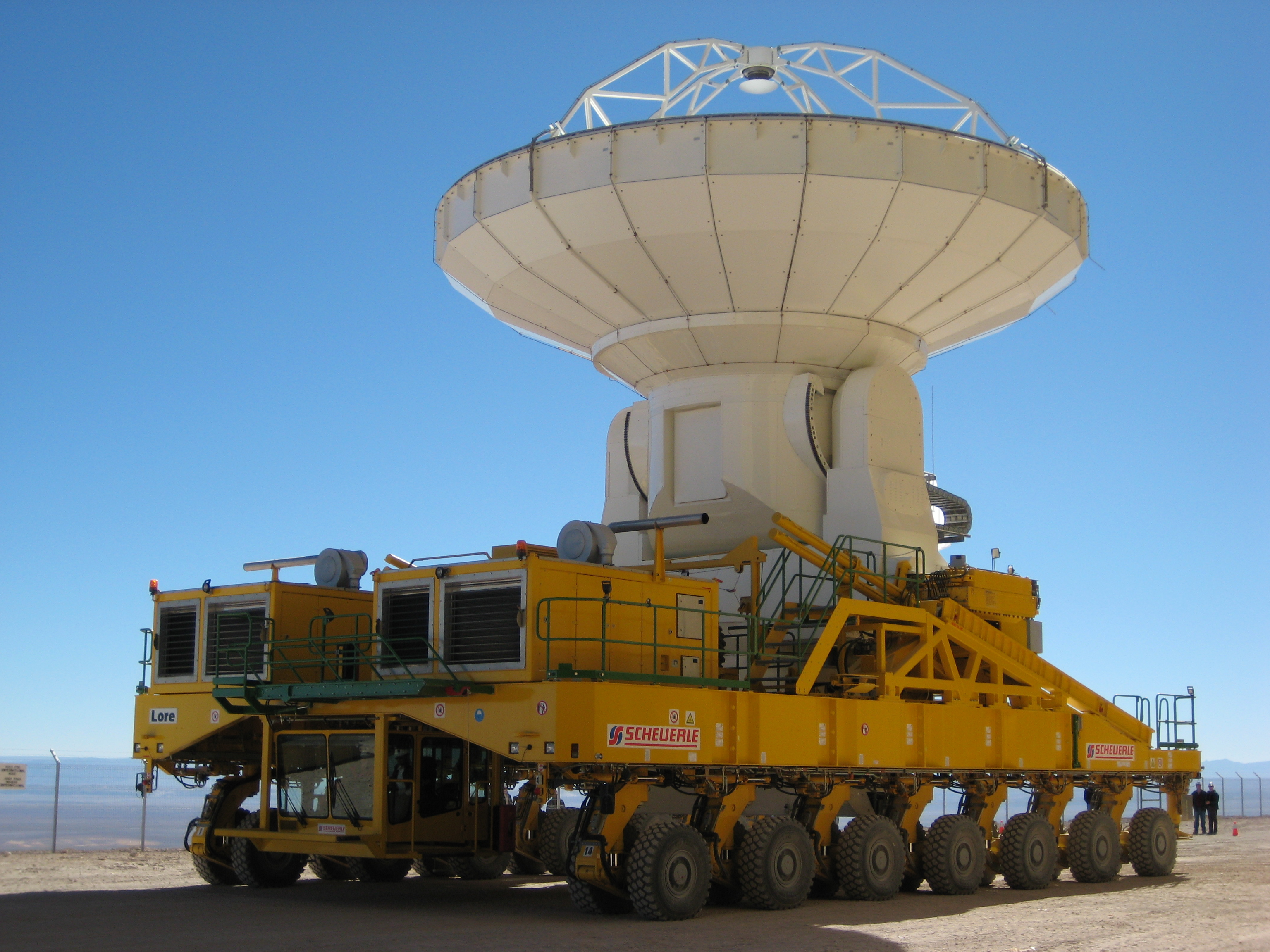
Otto – transportér antén ALMA

ALMA sestává ze 66 radioteleskopů citlivých na vlnových délkách od 0,3 do 9,6 mm. V březnu 2013 při slavnostním uvedení celého zařízení do provozu bylo dokončeno 56 antén.
Antény se mohou pohybovat po písečné planině do vzdáleností od 150 m do 16 km, což umožňuje soustavě ALMA zaměřovat různé zdroje radiového záření ve vesmíru, podobně jako to dělá VLA v Novém Mexiku v USA. Vysoká citlivost přístroje je dána především velkým počtem antén zapojených do soustavy.
ALMA s celkovou plochou antén 6 500 m² není největší soustavou radioteleskopů – překonává ji např. zmíněná severoamerická VLA nebo jihoafrický MeerKAT. Je však absolutně největším přístrojem schopným pozorovat vesmír v milimetrových a především submilimetrových vlnových délkách. Dříve pro tuto vlnovou oblast existovalo jen několik spíše menších antén: radioteleskop James Clerk Maxwell Telescope nebo síť radioteleskopů Submillimeter Array a IRAM či interferometrů (Plateau de Bure). ALMA je v této oblasti první přístroj s takto velkým množstvím antén a velikostí.

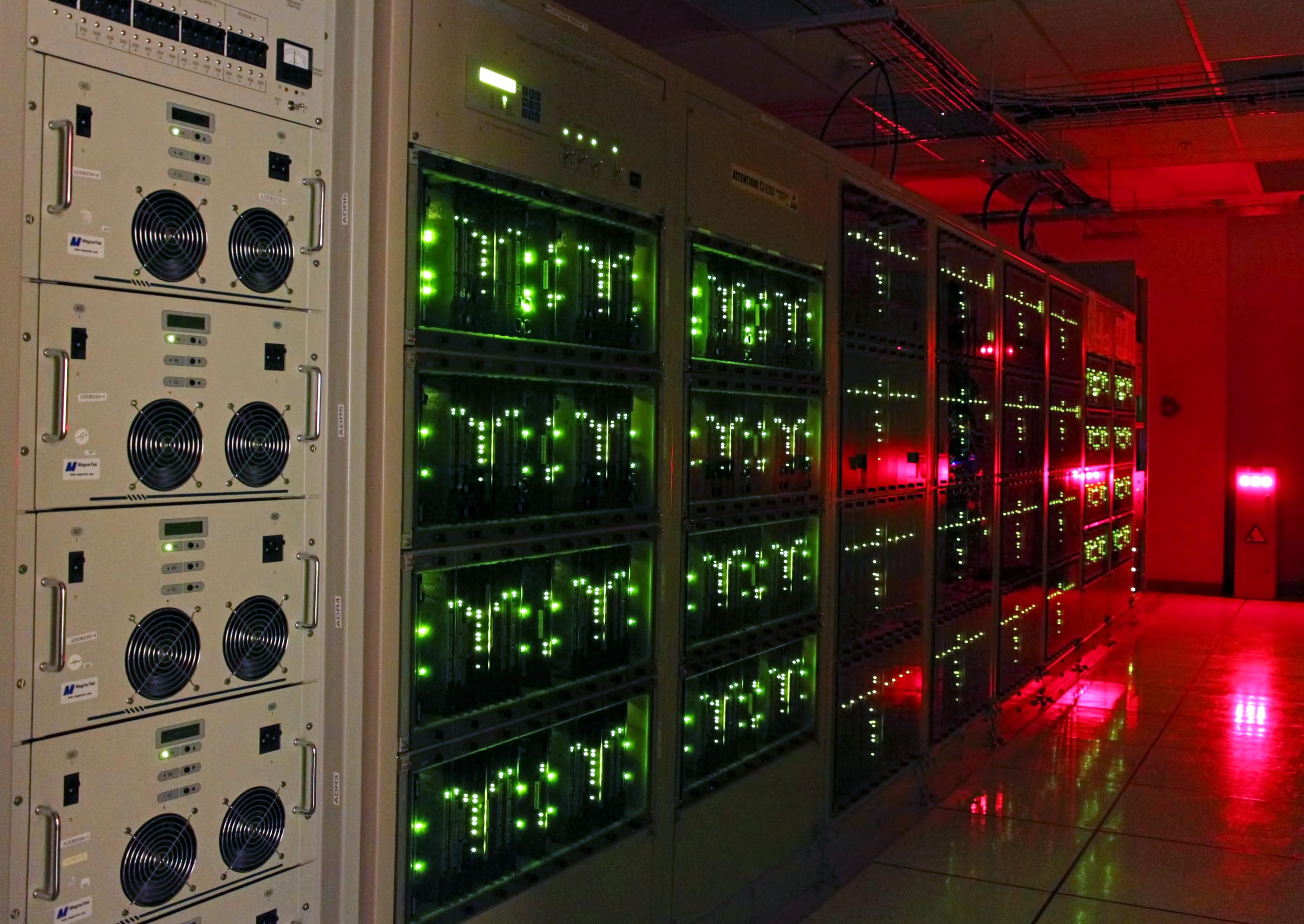
Superpočítač (korelátor) v centru

Rozlišení interferometru ALMA je až desetkrát vyšší než u Hubbleova kosmického dalekohledu. Kvůli dosažení co nejlepších výsledků pozorování musí být celý systém synchronizován s přesností 10−12 sekundy a tvar antén, které odrážejí sledovaný signál, se nesmí od ideálního parabolického tvaru lišit o více než 20 mikrometrů. Ještě větší přesnost (jednotky mikrometrů) je pak požadována pro znalost vzájemné polohy dvojice antén, jejichž signály se porovnávají. Ta se však přímo neměří, ale zjišťuje se kalibrací z pozorování nějakého známého objektu.

### Princip činnosti
ALMA pracuje jinak než podobné radioteleskopy. Ve svém řídícím centru má superpočítač (korelátor), který „sčítá“ a porovnává signály z jednotlivých antén a vytvoří tak přesný obraz zkoumané oblasti. Při měření se využívají signály ze dvou radioteleskopů, které se pomocí korelátoru vzájemně porovnávají. Přidání dalších dvojic radioteleskopů pak zlepšuje především prostorové rozlišení.
Obvykle se nepoužívá všech 66 antén dohromady, ale samostatný program mají malé antény a samostatný větší. Často také několik větších antén působí ještě zvlášť jako jeden velký radioteleskop.

### Výroba radioteleskopů
Radioteleskopy byly sestavovány v Evropě, Severní Americe a východní Asii. Amerika a Evropa vyrobily po 25 radioteleskopech o průměru 12 metrů, které tvoří základní síť radioteleskopů. Ve východní Asii vzniklo 16 antén (4 o průměru 12 metrů a 12 o průměru 7 metrů), pomocí nichž se vytváří rozšířená verze soustavy antén ALMA.

## Vědecké objevy

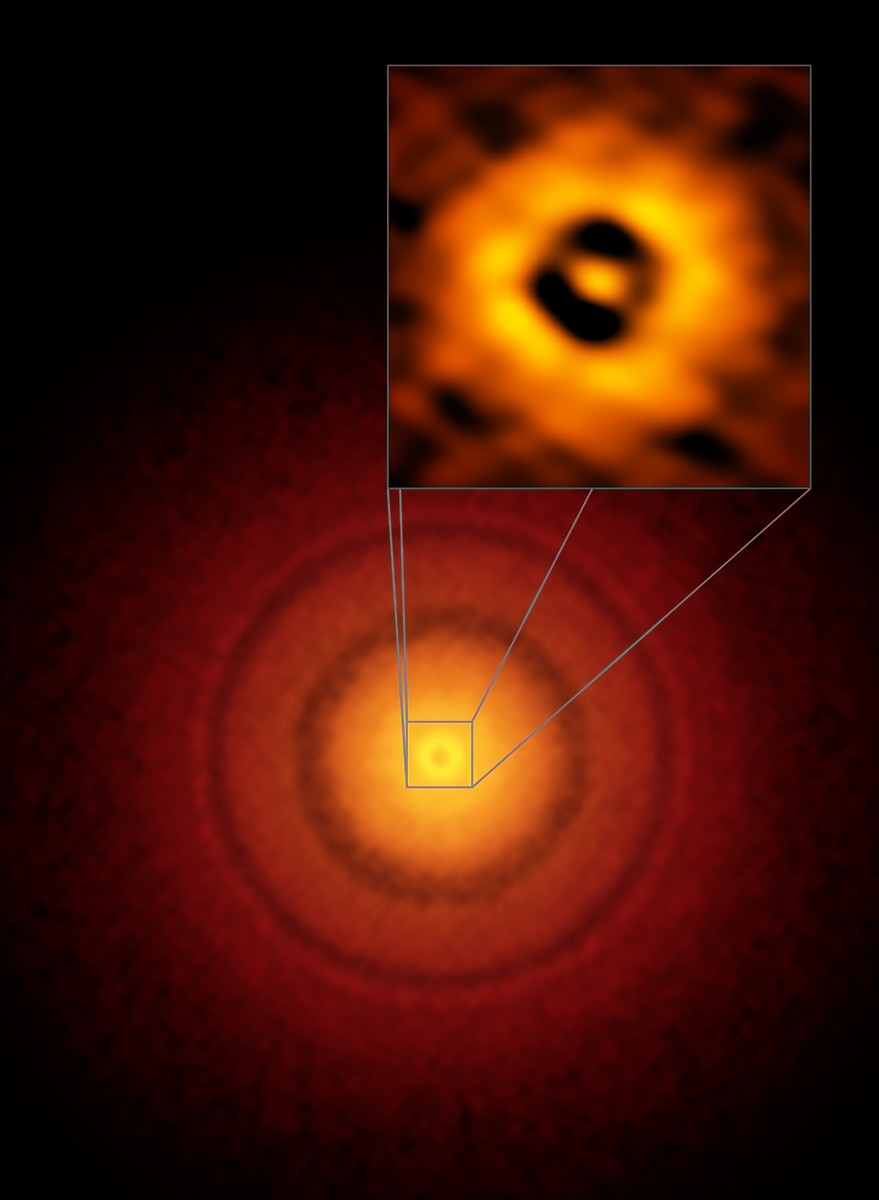
Protoplanetární disk kolem hvězdy TW Hydrae objevený radioteleskopy ALMA

ALMA umožňuje pohled do chladných oblastí vesmíru. Očekává se, že vědcům poskytne informace o vzniku hvězd v raném vesmíru a že zobrazí velké detaily hvězd a planet ve fázi jejich vzniku.
První vědecké objevy poskytla ALMA už v době, kdy byla ještě ve výstavbě. V měřeních konaných v letech 2011–2012 byla poprvé pozorována tzv. prachová past – místo, kde se shlukují částice prachoplynného disku. K pozorování bylo použito tzv. 9. pásmo (ALMA Band 9), což je rozsah vlnových délek v rozmezí 0,4 až 0,5 milimetru. V tomto módu má teleskop nejvyšší rozlišení.
V roce 2016 byly zveřejněny výsledky pozorování objektu Létající talíř v souhvězdí Hadonoše. Radioteleskop ALMA ve spolupráci s 30metrovým radioteleskopem IRAM ve Španělsku vůbec poprvé změřil teplotu velkých prachových částic ve vnější oblasti protoplanetárního disku kolem mladé hvězdy. Naměřená hodnota -266 °C (tj. 7 K) je o 15–20 stupňů nižší, než se očekávalo, což podle autorů projektu naznačuje, že bude třeba upravit současné představy o těchto discích.

## Evropská centra
Hlavní evropské centrum ALMA (tzv. ALMA Regional Center, ARC) je umístěno v sídle ESO v německém Garchingu u Mnichova. Další regionální centra pak existují v USA a v Japonsku.
Spolu s evropským centrem existuje v Evropě i síť menších „národních“ center: Bonn-Bochum-Cologne (Německo), IRAM (Francie, Německo, Španělsko), Bologna (Itálie), Leiden (Nizozemsko), Ondřejov (střední a východní Evropa), Onsala (Dánsko, Švédsko, Finsko) a Manchester (Velká Británie), která vzájemně úzce spolupracují. Oficiálně se označují jako uzly (anglicky node) a každé z nich se specializuje na určitou vědeckou problematiku.

### České centrum
Dosavadní evropská síť regionálních center se rozhodnutím ESO v roce 2009 rozšířila o české středisko, které vzniklo v Astronomickém ústavu AV ČR v Ondřejově. Na jeho fungování se podílí také Vysoká škola chemicko-technologická v Praze, Univerzita Karlova v Praze a Masarykova univerzita v Brně.
Podobně jako ostatní centra evropské sítě ARC má i to české svou specializaci – zaměřuje na především na sluneční fyziku. Ve vlastní vědecké činnosti se pracovníci centra zabývají z pohledu milimetrové astronomie zejména následujícími tématy: struktura sluneční chromosféry a tzv. přechodové oblasti na Slunci, vznik slunečních protuberancí a filamentů a studium sluneční konvekce (jako společný projekt ALMA s 1,5m slunečním dalekohledem GREGOR budovaným na Kanárských ostrovech, na kterém se Astronomický ústav AV ČR rovněž podílí).
Centrum v Ondřejově se začalo připravovat hned po vstupu České republiky do ESO. V Česku byla již dříve tradice v zkoumání Slunce, které se zde pozorovalo na centimetrových a decimetrových vlnách, ale po přistoupení k ESO se naskytla možnost jej sledovat pomocí radioteleskopů ALMA i na kratších vlnových délkách.
Dalším zaměřením českého centra je molekulární spektroskopie s vysokým rozlišením, extra-galaktická a relativistická astrofyzika. Centrum poskytuje podporu při interpretaci molekulárních spektrálních čar z chladných temných oblaků a difúzního mezihvězdného prostředí, podporuje projekty studující tvorbu hvězd v blízkých i vzdálených galaxiích či studující centrální oblasti galaxií.
Základním posláním ondřejovského ALMA centra v rámci sítě ARC je poskytování uživatelské podpory pozorovatelům z regionu střední a východní Evropy, zejména z Polska, Slovenska a Maďarska, které ještě nejsou členy ESO. Hlavním obsahem této podpory je pomoc při přípravě projektu, po skončení měření pak dodání výsledků ve formě hodnot a grafů (prvotním výstupem radioteleskopů ALMA je porovnání hodnot napětí). Součástí českého centra měla být i laboratoř vysoce rozlišené milimetrové a submilimetrové spektroskopie, poskytující laboratorní podklady pro interpretaci mezihvězdných spektrálních čar.
V rámci výzkumu Slunce pak české centrum poskytuje podporu všem astronomům z Evropy a Chile.

## Historie
Vlastní stavba soustavy radioteleskopů začala v roce 2004, ale dlouho před tím začaly hlavní světové astronomické organizace připravovat velké soustavy radioteleskopů pracujících na milimetrových vlnách (do té doby bylo pro tuto oblast k dispozici jen několik malých zařízení – všechny velké soustavy jako severoamerická Very Large Array pracují na centimetrových a delších vlnách). National Radio Astronomy Observatory (NRAO) v USA plánovala projekt Millimeter Array (MMA), který měl sestávat z 40 antén o průměru 8 m. Evropská jižní observatoř (ESO) navrhovala Large Southern Array (LSA) – 50 větších 16m radioteleskopů. Japonská National Astronomical Observatory of Japan (NAOJ) začala s projektem Large Millimeter/Submillimeter Array (LMSA), který měl zahrnovat podobný počet 10metrových antén, které by však byly schopny přijímat i submilimetrové vlny.
Brzy však bylo zřejmé, že výstavba podobného zařízení není ve finančních ani dalších možnostech jedné organizace. Proto se tyto tři instituce rozhodly spojit a začaly hledat na Havajských ostrovech, v Novém Mexiku (USA), ve Francii a v severní Africe vhodné místo k postavení této observatoře. V roce 1995 byly zkoumány i vysokohorské plošiny v severním Chile, které se ukázaly jako nejvýhodnější.
V roce 1999 podepsaly americká a evropská strana Memorandum o porozumění, ke kterému o dva roky později přistoupila i japonská organizace.

### Časový harmonogram

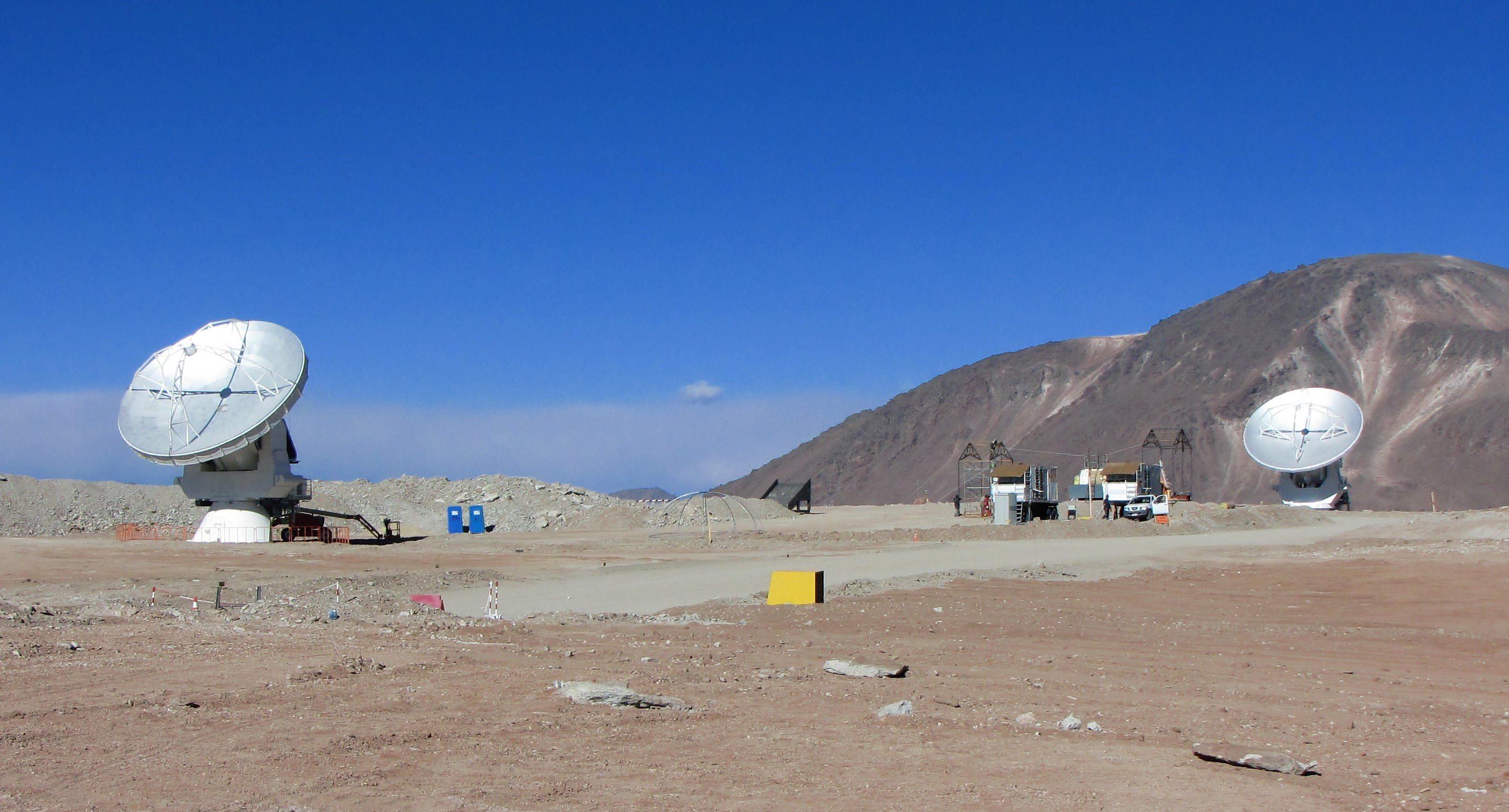
První dvě antény v listopadu 2009

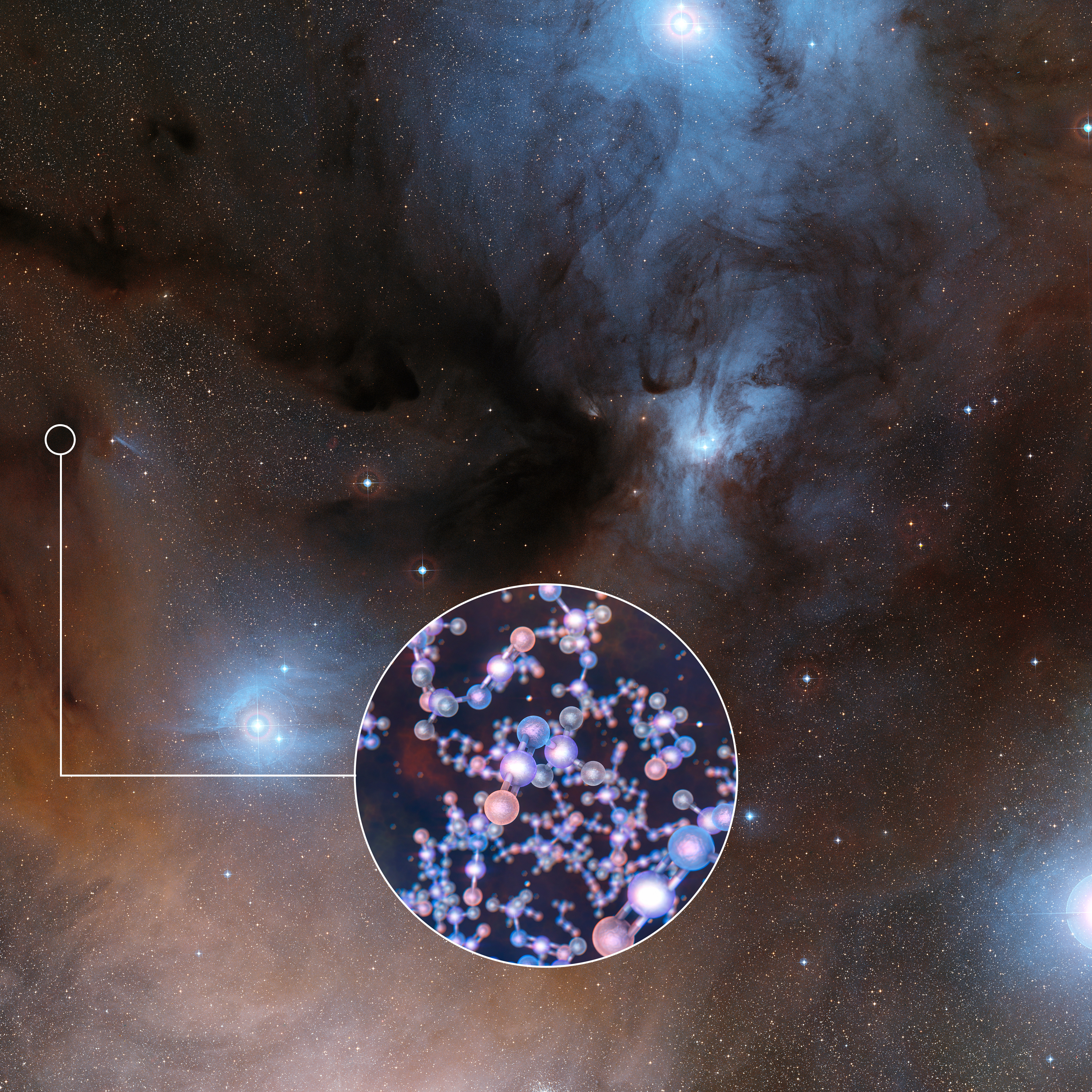
Detekce methylisokyanátu v roce 2017

Radioteleskopy v noci

- 1995 – průzkum pozorovacích podmínek v Chile
- 1998 – začátek první fáze, návrhy projektu
- 1999 – podpis dohody o spolupráci mezi evropskou a severoamerickou stranou
- 2002 – podpis dohody mezi ESO a chilskou vládou[10]
- 2003 – slavnostní položení základního kamene observatoře,[9] testování prvního prototypu antény
- 2004 – otevření střediska ALMA v Santiagu de Chile
- 2005 – začátek zemních prací v místě anténního systému
- 2006 – podpis dohody s Japonskem
- 2007 – doprava první antény do Chile
- 2011 – fáze prvních vědeckých experimentů s 12 anténami (30. září)[3]
- 2013 – slavnostní uvedení do provozu (13. března)[3]
- 2014 – zahájení druhé úvodní fáze, tentokrát již s většinou antén
- 2016 – do antén instalovány přijímače schopné zachytit záření na vlnových délkách 1,4 až 1,8 mm[11]
- 2017 – první pozorování Slunce[12]
- 2017 – ALMA se zapojila do mezinárodního projektu pokoušejícího se zobrazit horizont událostí supermasivní černé díry[13]
- 2017 – radioteleskopy identifikovaly – poprvé u protohvězd slunečního typu – sloučeninu methylisokyanát, která je považována za jeden z prekurzorů života ve vesmíru[14]
- 2018 – ALMA poprvé objevila protoplanety; použila k tomu metodu hledání turbulentního pohybu oxidu uhelnatého v prachoplynném disku kolem mladé hvězdy[15]
- 2018 – v infračerveném světle byla objevena nejsvítivější galaxie ve vesmíru: W2246-0526[16]
- 2020 – u první mezihvězdné komety 2I/Borisov byl objeven neobvykle velký obsah oxidu uhelnatého v unikajících plynech[17]
- 2021 – byl objeven první disk hmoty kolem exoplanety, konkrétně planety PDS 70c obíhající hvězdu PDS 70 v souhvězdí Kentaura[18]
- 2022 – 29. října se ALMA stala terčem kybernetického útoku, který zasáhl i kritické provozní servery. Provoz se podařilo obnovit po 48 dnech.[19]
- 2023 – na jednotlivé antény začaly být instalovány přijímače pro tzv. pásmo 2 (frekvence od 67 až 84 GHz), které je důležité pro měření chladného mezihvězdného prostředí, směsi prachu a molekulárního plynu, které podporuje vznik hvězd[20]
- 2024 – v blízké galaxii NGC 253 v souhvězdí Sochaře detekovala ALMA přes 100 druhů molekul – více než bylo do té doby celkem pozorováno v jiných galaxiích mimo Mléčnou dráhu[21]